# Josef Hans Lazar
Josef Hans Lazar (Estambul, 5 de octubre de 1895-Viena, 9 de mayo de 1961) fue un diplomático austríaco y propagandista nazi en la España franquista. Judío pronazi, estuvo encargado de la propaganda del Tercer Reich en España, llegando a controlar a una gran parte de la prensa española durante la Segunda Guerra Mundial.

## Biografía

### Primeros años
Nació en Estambul el 5 de octubre de 1895. Hijo de un funcionario del consulado austriaco en Estambul, hizo el servicio militar durante la Primera Guerra Mundial destinado en la agregaduría militar austriaca en Turquía. Con posterioridad fue corresponsal autónomo del periódico vienés Neue Freie Presse, trabajando también para agencias alemanas y austriacas en Bucarest. Desde 1937 fue funcionario del cuerpo diplomático, ejerciendo como agregado de prensa de la embajada austriaca en Berlín. Defensor del Anschluss de Austria al Reich alemán, la noche del 12 al 13 de marzo de 1938 fue llamado a Viena y quedó al frente del servicio de Prensa; en la mañana del 13 de marzo fue el encargado de leer a los corresponsales extranjeros el texto de la ley mediante la cual Austria quedaba integrada en el «Reich» alemán.

### Etapa en España
Fue enviado a España por Joseph Goebbels, ministro de propaganda del Reich, con la misión de organizar «un gran servicio de noticias en la Península ibérica». Llegó a Burgos en septiembre de 1938, en plena Guerra civil, actuando como corresponsal de la agencia de noticias nazi «Transocean». Tras la victoria franquista en la contienda Lazar se trasladó a Madrid, donde se instaló en un fastuoso palacio de la Castellana que era propiedad de la familia Hohenlohe.
Encargado de la propaganda del Tercer Reich en España, y mano derecha de Goebbels en el país, se hizo célebre en el Madrid de la posguerra, y llegó a controlar a una gran parte de la prensa española durante la Segunda Guerra Mundial. Como parte de los esfuerzos alemanes por influir en la prensa española, en agosto de 1940 Lazar patrocinó un viaje de periodistas españoles —entre otros, Víctor de la Serna y Xavier de Echarri— a Berlín, donde visitaron varias instalaciones de la prensa nazi. Llegó a disponer de abundantes recursos económicos, y en un momento determinado tuvo bajo sus órdenes a 432 trabajadores.
En la embajada contó con la colaboración de funcionarios como Ekkehard Tertsch, jefe adjunto de la delegación de prensa (desde 1943), o de Wiebke Obermüller, que estaba a cargo del boletín informativo de la embajada alemana —el cual llegó a tener una tirada de 60.000 ejemplares—. A lo largo de España también contó un nutrido grupo de colaboradores, tanto funcionarios de correos como falangistas que repartían propaganda progermana. Uno de los colaboradores españoles más importantes con los que contó Lazar fue el filonazi Federico de Urrutia, jefe de propaganda de la Falange. También mantuvo una amistad personal con el delegado nacional de Prensa, el falangista Juan Aparicio López, quien incluso ha llegado a ser señalado por Manuel Ros Agudo como una de las «criaturas de Lazar». Sus tentáculos se extendían igualmente sobre la agencia oficial de noticias española, EFE, llegando prácticamente a «dirigir» la agencia durante el periodo de la guerra mundial.
La apariencia de Lazar, que tenía la piel oscura, llevaba un pequeño bigote, monóculo, y vestía con ropa y calzado oscuros, fue descrita por Samuel Hoare como «repulsiva», mientras que Alexander W. Weddell lo calificó como «un individuo de extracción oriental, de presencia y reputación indeseables». Tampoco contó con la confianza de los principales funcionarios nazis en Madrid: ni Hans Thomsen —jefe del Partido Nazi en España— ni Paul Winzer —jefe de la Gestapo en Madrid— se fiaron de él, y en más de una ocasión enviaron a Berlín informes negativos sobre Lazar.

### Etapa posterior
Tras el final de la Segunda Guerra Mundial permaneció en España, protegido por el régimen franquista. En 1947 fue uno de los 104 agentes nazis reclamados por el Consejo de Control Aliado a la España franquista. Lazar constituía uno de los agentes nazis más buscados por parte de los aliados. Frente a las peticiones de estos para que fuese entregado, Lazar entregó numerosos certificados médicos e incluso llegaría simular un ataque de apendicitis por el que sería internado en la clínica Ruber.
Pasado el peligro, Lazar volvería a moverse con libertad. Llegaría a ejercer como director general de una empresa comercial en Madrid. A mediados de la década de 1950 su firma volvió a aparecer en algunas publicaciones, en las cuales atacaba al comunismo y a la vez alababa al régimen franquista. En 1956 emigró a Brasil, aunque posteriormente se volvería a instalar en Austria. Falleció el 9 de mayo de 1961 en Viena.

## Vida personal
Contrajo matrimonio con la baronesa Elena Petrino Borkowska, una aristócrata rumana oriunda de Transilvania. Debido a una herida mal curada de la Primera Guerra Mundial, Lazar consumía frecuentemente cocaína y morfina. Durante su etapa en España disfrutó de un modo de vida lujoso, incrementando de forma considerable su patrimonio. Llegaría a invertir grandes sumas de dinero en la ampliación de su vivienda de Madrid, en la cual abundaba la decoración de vírgenes góticas y bizantinas.

## Obras
- —— (1953). Die Monstranz von Villalarga. Nymphenburger Verlag: Múnich.